# قشة إميليا
قشة إميليا (الاسم العلمي:Mico emiliae)، المعروف أيضا باسم قشة سنتليج، هي قشة مستوطنة للبرازيل. وهي موجودة فقط في ولايتي بارا وماتو غروسو البرازيليتين . وقد تم تكريمه لتكريم عالمة الطيور البرازيلية المولد ماريا إميلي شنيتلاغه.